# Witajcie w Farewell-Gutmann
Witajcie w Farewell-Gutmann (hiszp. Bienvenido a Farewell-Gutmann) – hiszpański dramat filmowy z 2008 roku w reżyserii Xaviego Puebli. Jest zaliczany do kina katalońskiego, pomimo faktu, iż dialogi odgrywane są po hiszpańsku. Z Katalonii pochodzą jego twórcy, tam też zrealizowano całość zdjęć (Barcelona), zaś katalońska telewizja była jednym z podmiotów finansujących produkcję. Otrzymał dwie statuetki Gaudiego, będące najważniejszym wyróżnieniem dla filmowców z tej części Hiszpanii, a także siedem nominacji do tej nagrody.

## Opis fabuły
Adela, Lazaro i Fernando są managerami średniego szczebla w dziale kadr wielkiej firmy farmaceutycznej. Kiedy umiera szef ich działu, centrala przysyła tajemniczego mężczyznę, który ma za zadanie wybrać spośród tej trójki nowego szefa. Techniki badania ich kompetencji i charakterów, stosowane przez wysłannika zarządu, na pozór bardzo dziwne, ujawniają rzeczy z ich przeszłości oraz z wnętrza ich samych, których woleliby nikomu nie pokazywać. Równolegle trójka bohaterów sama prowadzi rozmowy w sprawie pracy z kandydatami na stanowiska niższego szczebla. 

## Obsada
- Adolfo Fernández jako Lazaro
- Lluís Soler jako Fernando
- Ana Fernández jako Adela
- Héctor Colomé jako pan Lúger
- Pep Anton Muñoz jako Santiago
- Marta Novotna jako Nadia
- Sergio Caballero jako Martin

## Dystrybucja
Premierowy pokaz filmu odbył się 7 kwietnia 2008 na festiwalu filmowym w Maladze. Do szerokiej dystrybucji w hiszpańskich kinach wszedł 4 lipca 2008. W Polsce trafił do razu do telewizji. Jako pierwsza zaprezentowała go stacja Cinemax.